# Polymera (Polymera) albiditarsis
Polymera (Polymera) albiditarsis is een tweevleugelige uit de familie steltmuggen (Limoniidae). De soort komt voor in het Neotropisch gebied.